# قاعدة بيانات الناخبين
قاعدة بيانات الناخبين هي قاعدة بيانات تحتوي على معلومات حول الناخبين بغرض مساعدة حزب سياسي أو شخص سياسي، في جهودهم المتعلقة بالتشجيع على الخروج للتصويت (GOTV) وغيرها من أعمال الحملات الانتخابية.
وفي معظم البلدان، تقوم الهيئة المسؤولة عن الانتخابات بتوفير السجل الانتخابي لجميع الحملات بعد انطلاق الحملة الانتخابية مباشرة. ويمكن للحملات الانتخابية بعد ذلك دمج هذه المعلومات مع بيانات أخرى كانت قد جمعتها حول الناخبين على مدار السنوات لإنشاء قاعدة البيانات الخاصة بهم. وفي كثير من الأحيان، لا يتم إدراج معلومات أساسية مثل أرقام الهواتف والرمز البريدي في قائمة الناخبين، وسيتعين على الحملة الحصول على هذه البيانات أيضًا.
هذا ولا توجد لدى الولايات المتحدة الأمريكية وكالة انتخابات خاصة بالولايات أو فيدرالية، وبالتالي لا توجد قوائم مركزية. وفي عام 2002، أصدر الكونغرس الأمريكي قانون فلنساعد أمريكا على الاقتراع (HAVA). ونص هذا القانون على أن تقوم كل ولاية بتجميع قاعدة بيانات ناخبين رسمية خاصة بالولاية بحلول يناير 2006. وقد امتثلت معظم الولايات لهذا القانون من خلال تجميع ملفات الناخبين المتاحة من كل مقاطعة على حدة. وقد حددت الولايات المعلومات المطلوب إدراجها والقيود التي يتعين فرضها على استخدام قاعدة بيانات الناخبين الخاصة بها، فضلاً عن مقدار تكلفة قاعدة البيانات. وفي الولايات المتحدة، قامت العديد من الشركات بدمج معلومات الناخبين الخاصة بالولايات مع البيانات التي يتم الحصول عليها تجاريًا لإنشاء قواعد بيانات شاملة للناخبين تتضمن مجموعة كبيرة من التفاصيل الشخصية حول كل ناخب. وغالبًا ما تقوم هذه الشركات بتوفير ملفات الناخبين الأمريكيين لمستخدمين مصرح لهم قانونًا بذلك أو مستخدمين غير محظورين.

## الاستخدامات
تُعتبر قاعدة بيانات الناخبين أمرًا جوهريًا للكثير من مراحل الحملة الانتخابية:
- جمع التبرعات: يمكن أن تحدد قاعدة البيانات الأشخاص الذين ينبغي أن يتلقوا البريد المباشر أو المكالمات الهاتفية الخاصة بجمع التبرعات. ويمكن تصميم هذه الرسائل والمكالمات بحيث تعكس قضايا واهتمامات كل متبرع محتمل. ويمكن استخدام تاريخ المتبرعين السابقين ودعم مجموعات المناصرة ذات الصلة واشتراكات المجلات وسلوك المستهلكين للعثور على متبرعين محتملين وتعظيم عائدات أي جهود لجمع التبرعات.
- التوظيف: كما هو الحال بالنبسة لجمع التبرعات، تُعتبر قواعد البيانات، لا سيما تلك القواعد التي تنطوي على بيانات تفصيلية للانتخابات الماضية، ضرورية لتوظيف متطوعين وكذلك إيجاد مواقع للافتات الدعائية.
- تتبع القضايا: يمكن للحملة تتبع كيف يُنظر إلى بعض القضايا عبر قطاعات جغرافية وسكانية، ويمكن أن تظهر كيفية تعديل رسالة الحملة لتتوافق مع مختلف الجماهير. ومن خلال إدراج جميع المكالمات الهاتفية الواردة ورسائل البريد الإلكتروني وكذلك إدخال الالتماسات وقوائم الداعمين القادمة من مجموعات المناصرة والمنظمات غير الحكومية في قواعد البيانات، يمكن للمرء تتبع كيفية اتباع القضايا من قِبل الناخبين عن كثب.
- الخروج للتصويت: إحدى أهم مراحل الحملات الحديثة تكمن في ضمان ذهاب مؤيدي المرء إلى صناديق الاقتراع في يوم الانتخابات، وتُعتبر قواعد البيانات أمرًا ضروريًا لذلك. وتتطلب الحملة الناجحة لتحديد هوية الناخبين التواصل مع جزء كبير من الناخبين وتسجيل كيفية ذهابهم للإدلاء بأصواتهم في قاعدة البيانات. وفي يوم الانتخابات، ينبغي الإعلان عن هذه المعلومات مع معلومات الاتصال الصحيحة الخاصة بكل ناخب، بحيث يمكن حثهم على التوجه إلى صناديق الاقتراع.

## معلومات الناخبين
البيانات الشخصية التي غالبًا ما يتم إدراجها في قاعدة بيانات الناخبين:
- الاسم
- العنوان الفعلي
- العنوان البريدي
- رقم الهاتف
- عضوية الحزب أو الانتساب إليه
- تاريخ التصويت (بما في ذلك تاريخ التصويت في الانتخابات الفيدرالية أو شبه الوطنية أو الأولية أو البلدية أو الانتخابات الخاصة)
- أسماء الناخبين المتغيبين أو الناخبين العسكريين
- مصدر تسجيل الناخبين، مثل DMV/MVA أو مكتب المساعدة العامة وما إلى ذلك.
- العرق أو الجنس
- النوع
- تاريخ الميلاد أو الفئة العمرية

البيانات التي يمكن إضافتها عبر الوسائل التجارية:
- حالة "الناخبين كثيري التصويت"
- ملكية المنازل
- أصحاب تراخيص الصيد البري أو صيد الأسماك
- أصحاب القوارب
- المهنة، مثل اختصاصي علاج طبيعي أو مدرس وما إلى ذلك.
- المساهمات الخيرية أو السياسية
- حالة الاشتراك في المجلات

## برامج إدارة قواعد بيانات الناخبين
نشأ استخدام قواعد بيانات الناخبين في الحملات السياسية بدءًا من مجلس إدارة المدارس المحلية وصولاً إلى الانتخابات الوطنية:

### في الولايات المتحدة
في انتخابات الرئاسة عام 2004 في الولايات المتحدة، استخدم الحزب الجمهوري برنامج فوتر فولت (Voter Vault) واستخدم الحزب الديمقراطي برنامج داتامارت (DataMart). وحاليًا، يستخدم الجمهوريون مركز بيانات الحزب الجمهوري ويستخدم الديمقراطيون برنامج فوتبيلدر المقدم من شبكة تنشيط الناخبين (VAN).

### في المملكة المتحدة
في عام 2005، استخدم حزب المحافظين البريطاني برنامج فوتر فولت (Voter Vault) لمساعدتهم في الانتخابات العامة في عام 2005.
وبشكل عام، يستخدم حزب المحافظين البريطاني قاعدة بيانات MERLIN (إدارة علاقات الناخبين من خلال شبكات المعلومات المحلية)، وهي قاعدة بيانات وطنية يمكن الوصول إليها من قِبل أي رابطة محلية تابعة لحزب المحافظين داخل الدولة. وقد جرى تطبيق هذا النظام في عام 2005، واستمر حتى عام 2008.
وقد استخدم حزب العمال مجموعة متنوعة من قواعد بيانات الناخبين على مدى العقدين الماضيين. وكان أبرزها هو نظام Labour Contact Creator، وهو عبارة عن أداة متاحة عبر الإنترنت ويمكن الوصول إليها من أي مكان به اتصال بشبكة الإنترنت. ويتم تزويد أعضاء الحزب والناشطين باسم مستخدم وكلمة مرور وتُتاح بيانات الاتصال بالناخبين وتفضيلاتهم واهتماماتهم وسلوكهم الانتخابي في السابق والمعلومات السكانية/الاجتماعية والاقتصادية. ويسمح النظام باختيار الناخبين على أساس تصنيف متنوع، والذي يسعى لتحديد نوع الاهتمامات والأنشطة التي يمارسها الناخب. ويمكن عمل إسناد ترافقي لخرائط ومعلومات الأماكن التي يعيش بها الناخبون، بحيث يمكن للمستخدمين إيجاد مكان إقامة الناخبين وعدد مرات الاتصال بهم والوسيلة المفضلة لديهم للاتصال بهم والردود التي تم تقديمها عند الاتصال بهم.
ويتصل نظام Contact Creator أيضًا بأدوات الوسائل الإعلامية الجديدة الأخرى الخاصة بحزب العمال وهي Print Creator وEmail Creator. ويتيح برنامج Print Creator التعرف على الناخبين الرئيسيين من خلال نظام Contact Creator، بحيث يتم استهدافهم من خلال إرسال رسائل البريد المباشر والمنشورات التي تبين نشاط حزب العمال. كما يتيح نظام Email Creator للمستخدم جمع قائمة بعناوين البريد الإلكتروني في نظام Contact Creator ومراسلة آلاف الناخبين إلكترونيًا ورصد معدل الاستجابة من الأشخاص المستهدفين.
كما يستخدم حزب العمال برنامج Membersnet، الذي يتيح لأعضاء الحزب تحديث بيانات التسجيل الخاصة بهم وإخطار أعضاء آخرين والمقر الرئيسي للحزب بشأن أنشطة الحملة الخاصة بالمنافس وإقامة فعاليات ودعوة الآخرين لحضورها ومراسلة الأعضاء إلكترونيًا وإنشاء مدونات ومشاركة أفضل مواد الحملة.
يشار إلى أن حزب العمال على وشك تقديم نظام جديد على برنامج Membersnet وContact Creator،، والذي سيتيح لأعضاء الحزب في أي مكان بالمملكة المتحدة الاتصال بالناخبين المستهدفين وتحديد تفضيلاتهم في التصويت. وسوف يكون بمقدورهم بعد ذلك إدخال المعلومات المكتسبة مباشرة في نظام Contact Creator.
وفي أواخر عام 2011، اعتمد بعض الديمقراطيين الليبراليين استخدام نظام "Connect" من نفس الشركة "NGP VAN". كما تزود هذه الشركة الديمقراطيين في الولايات المتحدة الأمريكية ببرنامج "Votebuilder" وبرنامج "Liberal List" باسم الحزب الليبرالي في كندا.
ولكن حوالي 40% من الحزب قد احتفظوا باستخدام نظام "EARS" (نظام تسجيل وكلاء الانتخابات) - وهو عبارة عن أداة يتم استخدامها منذ ثمانينيات القرن الماضي وجرى تحديثها مؤخرًا لتتيح الاستخدام المشترك عبر الإنترنت (نظرًا لأن هذا النظام أقل تكلفة من نظام Connect).

### في كندا
في كندا، يستخدم حزب المحافظين الكندي قاعدة بيانات C-VOTE التي تم تطويرها داخليًا، واعتاد على استخدام نظام إدارة معلومات الناخبين (CIMS)، الذي تم تطويره في الأصل من قِبل نفس الشركة التي أنتجت نظام Trackright، الذي يستخدمه حزب المحافظين التقدمي في أونتاريو، لإدارة معلومات الناخبين. وهو يشبه برنامج فوتر فولت. ويستخدم الحزب الديمقراطي الجديد نظام قاعدة البيانات الخاص به، والذي يُسمى NDP Vote. وقد قام الحزب الليبرالي مؤخرًا بطرح نظام "Liberalist" الذي يقوم على برنامج شبكة تنشيط الناخبين (VAN) الخاص بالحزب الديمقراطي الأمريكي. وفي السابق استخدم الحزب الليبرالي نظامًا يُسمى ManagElect
.

### الإتاحة
يتطلب توفير ملفات الناخبين في بعض الأحيان برنامجًا لإدارة قوائم الناخبين خلافًا، على سبيل المثال، لجداول بيانات برنامج Excel. ولدى الحملات السياسية بشكل عام ثلاثة خيارات:
- برنامج التسجيل الخاص: قد تختار الحملة السياسية إنشاء نظام إدارة قاعدة البيانات الخاصة بها للتعامل مع ملفات تسجيل الناخبين. ويمكن تحقيق هذا في أحد البرامج التي تتمتع بخاصية جداول البيانات مثل مايكروسوفت إكسل. ويمكن أن تكون هذه الطريقة مستهلكة للوقت وتتطلب مستوى معينًا من الخبرة التكنولوجية، بيد أنها قد تكون الخيار الوحيد المتاح لبعض الحملات.
- برنامج قائم على سطح المكتب: تقوم مجموعة مختلفة من الشركات بتوفير برامج إدارة قوائم الناخبين لأجهزة الكمبيوتر المكتبية والمحمولة. وبشكل عام، يتم توزيع هذا النوع من البرامج على أساس برنامج لكل جهاز كمبيوتر واحد، وبالتالي فإنها قد تكون مكلفة بالنسبة للحملات الكبيرة. ومع ذلك، فإن البرامج القائمة على سطح المكتب هي أسهل في الاستخدام من البرامج المصممة بشكل خاص، ويمكن أن توفر العديد من الحلول المتكاملة والمفيدة للحملات السياسية مثل إنشاء القوائم وغير ذلك.
- البرامج القائمة على الإنترنت: تقدم العديد من الشركات برامج لإدارة قوائم الناخبين عبر الإنترنت. وتتمتع البرامج القائمة على الإنترنت بالعديد من الفوائد التي تتمتع بها البرامج القائمة على سطح المكتب، وتتميز بميزة إضافية تتمثل في قابلية الوصول إليها من خلال أي كمبيوتر (مايكروسوفت ويندوز أو أنظمة تشغيل ماكينتوش أو جنو/لينكس) يتمتع باتصال بالإنترنت. وتساعد البرامج القائمة على الإنترنت الحملات على الاستغناء عن المكاتب الكبيرة.

## وصلات خارجية
- Official site of the Liberalist voting database of the Canadian Liberal party.
- Official site of the Constituent Information Management System of the Conservative Party of Canada.